# Vô ảnh (phim)
Vô ảnh (Giản thể: 影, tiếng Anh: Shadow) là một bộ phim dã sử của điện ảnh Trung Quốc ra mắt năm 2018, được đạo diễn bởi Trương Nghệ Mưu. Phim có sự tham gia diễn xuất của nhiều ngôi sao điện ảnh như Đặng Siêu, Tôn Lệ, Hồ Quân, Trịnh Khải... Cốt truyện của Vô ảnh được lấy cảm hứng từ bộ phim Kagemusha của đạo diễn Kurosawa Akira. Tại Lễ trao giải Kim Mã lần thứ 55, tác phẩm đem về cho Trương Nghệ Mưu giải đạo diễn xuất sắc nhất .
Vô ảnh xoay quanh cuộc chiến giành vùng đất Cảnh Châu của hai nước giả tưởng Bái quốc và Viêm quốc. Cảnh Châu vốn là vùng cương thổ của Bái quốc bị tướng quân Dương Thương (Hồ Quân) của Viêm quốc chiếm giữ suốt 20 năm. Tuy vậy, Bái Vương (Trịnh Khải) một lòng cầu hòa, không dám đòi lại Cảnh Châu. Ông thậm chí định gả em gái là công chúa Thanh Bình (Quan Hiểu Đồng) cho con trai của Dương Thương nhằm thiết lập liên minh.
Chứng kiến sự nhu nhược của Bái Vương, đại đô đốc của Bái quốc là Tử Ngu (Đặng Siêu) một mình đến giao đấu Dương Thương và bị thương nặng. Anh phải sống ẩn dật trong hang tối, sử dụng một ảnh tử (kẻ thế thân) tên Cảnh Châu để tiếp tục luyện chiêu thức, thay anh đánh bại Dương Thương.

## Nội dung
Nhiều năm trước, vùng đất Cảnh Châu của nước Bái rơi vào tay nước Viêm sau khi đô đốc Tử Ngu thất bại trong cuộc đấu tay đôi với mãnh tướng Viêm quốc là Dương Thương. Không khuất phục, Tử Ngu tiếp tục thách đấu Dương Thương mà không thèm xin phép Bái Vương. Tức giận trước hành động liều lĩnh của Tử Ngu, Bái Vương giáng anh xuống làm thường dân mặc cho sự phản đối của các võ quan trong triều. Bái Vương cũng quyết định gả em gái của mình là công chúa Thanh Bình cho con trai của Dương Thương để duy trì mối hòa hảo giữa hai nước. Đáp lại thiện chí của nước Bái, con trai Dương Thương là Dương Bình tuyên bố sẽ chỉ cưới Thanh Bình về làm vợ lẽ để sỉ nhục Bái quốc. Bất chấp sự phản đối của Thanh Bình và thái độ bất mãn của quần thần, nhà vua vẫn quyết đưa em gái sang Viêm quốc. Đại tướng Điền Chiến vì ủng hộ Tử Ngu cũng như chống đối Bái Vương quyết liệt nên bị cách chức.
Nhân vật Tử Ngu xuất hiện từ đầu phim hóa ra chỉ là phiên bản thế thân, tên là Cảnh Châu. Đô đốc Tử Ngu thật thì đang dưỡng thương trong một hang động sau trận thảm bại trước Dương Thương. Vì có gương mặt giống Tử Ngu tới kì lạ nên Cảnh Châu được gia đình Tử Ngu nhận nuôi từ nhỏ, phòng một ngày tính mạng của Tử Ngu bị đe dọa, Cảnh Châu sẽ trở thành "cái bóng" thế mạng. Chỉ có Tử Ngu và vợ anh là Tiểu Ngải biết sự sắp đặt này. Để được Tử Ngu trả tự do và đoàn tụ với mẹ già, Cảnh Châu cần phải lãnh đồng thời hai nhiệm vụ, vừa là người ủy nhiệm cho Tử Ngu trước quân thần nước Bái vừa phải ra sức luyện tập, chuẩn bị cho trận tái đấu với Dương Thương. Trong khi đó, đô đốc Tử Ngu đang ấp ủ mưu kế lấy lại thành Cảnh Châu, thậm chí giành ngôi vua Bái quốc.
Tử Ngu mô phỏng đao pháp Dương gia, giao đấu với Cảnh Châu để giúp anh tìm ra cách đánh bại Dương tướng quân. Cảnh Châu với vũ khí là chiếc ô được thiết kế đặc biệt để giáp chiến với đại đao, thất bại liên tục trong các cuộc đấu tập. Mọi chuyện chỉ đổi chiều khi Tiểu Ngải đề xuất Cảnh Châu thử sử dụng các chiêu thức "nữ tính" hơn vì cô cho rằng chỉ có chất "âm" mới có thể khắc chế chất "dương" trong đao pháp Dương gia, ý tưởng của cô thành công mỹ mãn. Đêm đó, Cảnh Châu thừa nhận mình có tình cảm với Tiểu Ngải. Tử Ngu thấy hai người ngủ cùng nhau qua một khe tường nhỏ. Trong thời gian này, Tử Ngu liên lạc với Điền Chiến và cho anh ta biết về vai trò của Cảnh Châu. Không còn nắm binh quyền, Tử Ngu nhờ Điền Chiến huấn luyện 100 tên tử tù sử dụng thành thạo ô sắt, sẵn sàng tái chiếm thành Cảnh Châu.
Tới ngày quyết đấu, Cảnh Châu trong vai Tử Ngu đi thuyền tới thành Cảnh Châu. Dưới boong thuyền là Điền Chiến, Thanh Bình và hàng trăm tử tù đang phục sẵn. Thế là trong khi Dương Thương và thuộc cấp của ông đang dồn mọi sự chú ý cho trận đấu tay đôi thì Điền Chiến và người của mình đã lén vượt ải, xâm nhập vào thành. Trong ba hiệp đấu với Dương Thương, Cảnh Châu giành chiến thắng ngay hiệp đầu nhưng thua ở hai hiệp tiếp theo. Dương Thương đề nghị xem đây là một trận hòa. Nhận thấy cờ hiệu vẫn chưa đổ, biết là Điền Chiến vẫn chưa chiếm được thành, Cảnh Châu tiếp tục tìm cách câu giờ, níu chân Dương Thương. Anh thách đấu với Dương Thương thêm một hiệp nữa nhưng lần này bị quật ngã dễ dàng.
Trong thành, Dương Bình bị nhóm của Điền Chiến đánh lùi. Thanh Bình hi sinh thân mình, đâm chết Dương Bình, tạo điều kiện cho Điền Chiến chặt gãy cột cờ Viêm quốc, chính thức giành lại thành Cảnh Châu. Ngay khi lá cờ rơi xuống, Dương Thương biết con trai mình đã mất mạng, ông quyết lấy mạng Cảnh Châu. Nhưng chỉ vì một phút sơ sẩy, ông bị Cảnh Châu cắt cổ. Sau trận chiến, Cảnh Châu tức tốc vào thành tìm mẹ. Anh về tới nhà và phát hiện mẹ mình đã bị sát hại từ trước. Ngay lúc này, một nhóm sát thủ đột ngột tấn công Cảnh Châu. Anh may mắn được cứu bởi một kiếm khách tự nhận là sứ giả của Bái Vương. Đau đớn và thất vọng, Cảnh Châu đành quay về kinh đô Bái quốc.
Trong bữa tiệc mừng công, Bái Vương yêu cầu tất cả mọi người ra ngoài trừ Cảnh Châu (vẫn trong thân phận Tử Ngu) và Tiểu Ngải. Lúc này, ông tiết lộ rằng mình biết nhân thân thật của Cảnh Châu và đã cho người tới giết Tử Ngu để Cảnh Châu được vĩnh viễn sống với thân phận giả. Một sát thủ bịt mặt đem theo một chiếc hộp dường như đựng thủ cấp Tử Ngu tới yết kiến Bái Vương. Nhà vua mở chiếc hộp nhưng trong đó hoàn toàn trống không, đột ngột tên sát thủ rút kiếm đâm Bái Vương một nhát chí mạng. Tấm mặt nạ được tháo xuống và hóa ra tên sát thủ kia chính là Tử Ngu. Trong cơn thịnh nộ, Tử Ngu sai Cảnh Châu kết liễu nhà vua. Khi Cảnh Châu vừa với lấy thanh kiếm, chuẩn bị giết Bái Vương thì Tử Ngu lén tấn công anh. Vẫn kịp đề phòng, Cảnh Châu giết Tử Ngu trước rồi mới lấy mạng Bái Vương. Đeo lại chiếc mặt nạ cho Tử Ngu và đặt thanh kiếm bên cạnh hắn, Cảnh Châu bước ra khỏi cung điện, tuyên bố với quần thần rằng nhà vua đã băng hà do bị sát thủ ám sát. Phim kết thúc với hình ảnh Tiểu Ngải, người duy nhất biết được sự thật, đứng tựa mình bên cánh cửa, không biết có nên bước ra và phơi bày tất cả hay không.

## Diễn viên
| Diễn viên          | Vai          | Vai tương ứng trong kịch bản gốc | Miêu tả | Gh chú |
| Đặng Siêu          | Tử Ngu       | Chu Du                           | Thống đốc Bái Quốc là một người mưu mô, tàn nhẫn. Trong trận chiến, Tử Ngu bị sứ quân Dương Thương đánh bại, sau đó bị thương, trở nên hốc hác gầy gò. Anh ta trốn trong căn phòng nhỏ và bày mưu tính kế, che giấu thương thế của mình. |        |
| Đặng Siêu          | Cảnh Châu    | Lục Tốn                          | Dáng vẻ cường tráng, điềm đạm và hiên ngang. Sau khi cha của Tử Ngu bị ám sát, Tử Ngu đã tìm kiếm khắp nơi và cuối cùng tìm thấy một cậu bé tám tuổi giống hệt mình và đưa cậu về dinh thự để đào tạo bí mật - đó là Cảnh Châu. Cảnh Châu phải vật lộn để tồn tại trong những rạn nứt giữa hoàng đế và tướng lĩnh.                                                                                                 |        |
| Tôn Lệ             | Tiểu Ngãi    | Tiểu Kiều                        | Vợ của Tử Ngu, mặc băng gạc kiểu mực nước ngọt, đôi khi nhói lòng, có khi lang thang. Tiểu Ngãi ở trong vòng hỗn chiến của cuộc đấu quyền lực, đóng vai trò là một người xem ở hậu trường, không thể kiểm soát số phận của mình, nhưng cô tỉnh táo. Trên thực tế, Tiểu Ngãi có vẻ nghiêng về Cảnh Châu hơn Tử Ngu, chồng thật của cô, cô phân vân giữa tình yêu và hôn nhân.                                       |        |
| Trịnh Khải         | Bái Vương    | Tôn Quyền                        | Vua của Bái Quốc, chúa công của Tử Ngu. “Bái Vương” tài mạo song toàn, có tài văn chương, quân sự, có đôi mắt tinh anh, lém lỉnh, khó nắm bắt. Đối mặt với các mỹ nữ chốn hậu cung đầy sủng ái, trong cuộc chiến giữa các vương phi và các tiểu thần, có vẻ điên cuồng, ngốc nghếch nhưng thực ra lại là một vị vua như một tấm bông có kim.                                                                       |        |
| Quan Hiểu Đồng     | Thanh Bình   | Tôn Thượng Hương                 | Em gái của Bái Vương, là một cô nương quyến rũ và ý chí. Cô trên mặt trang điểm một chút trắng hồng, lúc nghỉ ngơi, cô giống như một thiếu nữ trong cung điện thời Trung Quốc cổ đại, như tranh vẽ. Cô không muốn tham gia vào những cuộc chiến của đàn ông, chỉ muốn làm theo sở thích và cá tính của bản thân, tìm kiếm nhân phẩm của bản thân, “Ai xúc phạm cô, cô khó chịu, cô sẽ tìm người đó để giải quyết”. | [ 4 ]  |
| Vương Thiên Nguyên | Điền Chiến   | Lã Mông                          | |        |
| Vương Cảnh Xuân    | Lỗ Nghiêm    | Lỗ Túc                           | |        |
| Hồ Quân            | Dương Thương | Quan Vũ                          | Chiến thần, trời sinh tính kiêu ngạo. Kiếm thuật họ Dương của anh là bất khả chiến bại, và Tử Ngưu đã từng là đối thủ bị anh đánh bại. Sau khi Tử Ngưu bị thương, việc huấn luyện Cảnh Châu đã thách thức anh nhiều lần. |        |
| Ngô Lỗi            | Dương Bình   | Quan Bình                        | Con trai của Dương Thương |        |

## Sản xuất
Vô ảnh bắt đầu được bấm máy sản xuất vào ngày 18 tháng 3 năm 2017 .

## Phát hành trên các phương tiện tại gia
Hãng Well Go USA phát hành bộ phim trên các định dạng DVD, Blu-ray, 4K tại Bắc Mỹ vào ngày 13 tháng 8 năm 2019 và tại Anh Quốc vào ngày 16 tháng 9 cùng năm.

## Đánh giá
Vô ảnh được hệ thống tổng hợp kết quả đánh giá Rotten Tomatoes chấm 94%, Nhều đánh giá trên trang đồng thuận: "Đây quả là một bộ phim được biên tập chỉn chu với những góc quay đẹp mắt, Vô ảnh là bộ phim sử thi ly kỳ về nội dung và phong phú về hình ảnh, xứng đáng là tác phẩm đỉnh cao của đạo diễn Trương Nghệ Mưu" . Trang Metacritic thì cho phim điểm 81/100, thông qua 25 lượt đánh giá, đánh giá phim "làm hài lòng cả khán giá lẫn giới phê bình" .

## Giải thưởng và đề cử
| Năm  | Giải thưởng             | Hạng mục đề cử                             | Đối tượng đề cử        | Kết quả   |
| ---- | ----------------------- | ------------------------------------------ | ---------------------- | --------- |
| 2018 | Giải Kim Mã lần thứ 55  | Phim truyện hay nhất                       | Vô ảnh                 | Đề cử     |
| 2018 | Giải Kim Mã lần thứ 55  | Đạo diễn xuất sắc nhất                     | Trương Nghệ Mưu        | Đoạt giải |
| 2018 | Giải Kim Mã lần thứ 55  | Nam diễn viên chính xuất sắc nhất          | Đặng Siêu              | Đề cử     |
| 2018 | Giải Kim Mã lần thứ 55  | Nữ diễn viên chính xuất sắc nhất           | Tôn Lệ                 | Đề cử     |
| 2018 | Giải Kim Mã lần thứ 55  | Kịch bản chuyển thể hay nhất               | Lý Uy, Trương Nghệ Mưu | Đề cử     |
| 2018 | Giải Kim Mã lần thứ 55  | Quay phim tốt nhất                         | Trịnh Tiểu Đinh        | Đề cử     |
| 2018 | Giải Kim Mã lần thứ 55  | Hiệu ứng hình ảnh tốt nhất                 | Vương Tinh Hội         | Đoạt giải |
| 2018 | Giải Kim Mã lần thứ 55  | Chỉ đạo nghệ thuật xuất sắc nhất           | Mã Quang Vinh          | Đoạt giải |
| 2018 | Giải Kim Mã lần thứ 55  | Trang điểm và thiết kế trang phục đẹp nhất | Trần Mẫn Chánh         | Đoạt giải |
| 2018 | Giải Kim Mã lần thứ 55  | Chỉ đạo hành động xuất sắc nhất            | Cốc Hiên Chiêu         | Đề cử     |
| 2018 | Giải Kim Mã lần thứ 55  | Nhạc phim gốc hay nhất                     | Liệu Tể                | Đề cử     |
| 2018 | Giải Kim Mã lần thứ 55  | Hiệu ứng âm thanh tốt nhất                 | Dương Giang, Triệu Nam | Đề cử     |
| 2019 | Giải Sao Thổ lần thứ 45 | Phim quốc tế hay nhất                      | Vô ảnh                 | Đề cử     |
| 2019 | Giải Sao Thổ lần thứ 45 | Đạo diễn xuất sắc nhất                     | Trương Nghệ Mưu        | Đề cử     |
| 2019 | Giải Sao Thổ lần thứ 45 | Thiết kế sản xuất tốt nhất                 | Chu Tiêu Lâm           | Đề cử     |
| 2019 | Giải Sao Thổ lần thứ 45 | Thiết kế trang phục đẹp nhất               | Chen Minzheng          | Đề cử     |
| 2019 | Giải Kim Kê lần thứ 32  | Chỉ đạo nghệ thuật xuất sắc nhất           | Mã Quang Vinh          | Đề cử     |
| 2019 | Giải Kim Kê lần thứ 32  | Quay phim tốt nhất                         | Trịnh Tiểu Đinh        | Đề cử     |